# Amphitheatre Lake
Der Amphitheatre Lake ist ein Schmelzwassersee im ostantarktischen Enderbyland. Er liegt im westlichen Teil der Amphitheatre Peaks in den Nye Mountains. Der See ist nahezu komplett eingeschlossen von Felsen- und Eiskliffs, die ihm so das namensgebende Aussehen eines Amphitheaters verschaffen. Am westlichen Ende hat er einen Abfluss zum Rayner-Gletscher.
Luftaufnahmen des Sees entstanden 1956 im Rahmen der Australian National Antarctic Research Expeditions. Eine Luftlandeeinheit dieser Expeditionsreihe besuchte den See im Jahr 1958. Den deskriptiven Namen erhielt er durch das Antarctic Names Committee of Australia (ANCA).